# ジョアン・マルケス・デ・オリベイラ
ジョアン・マルケス・デ・オリベイラ（João Marques de Oliveira、フルネーム: João Joaquim Marques da Silva Oliveira、1853年8月23日 - 1927年10月9日）は、ポルトガルの画家である。フランスの新しいスタイルの絵画をポルトガルに紹介した画家の一人である。

## 略歴
ポルトで生まれた。1864年にポルトの高等美術学校（Escola Superior de Belas-Artes do Porto）に入学し、1873年までそこで学んだ後、1873年から1879年の間、同僚のアントニオ・ダ・シルバ・ポルト（1850–1893）とともにパリで学んだ。1876年から1877年の間はアントニオ・ダ・シルバ・ポルトとベルギー、オランダ、イギリス、イタリアを旅した。1876年から1678年はパリのサロンに出展した。
フランスでは特にジャン＝バティスト・カミーユ・コローから影響を受け、特に風景画にコローの影響が見られるとされ、1879年にポルトに戻り、アントニオ・ダ・シルバ・ポルトとともに「オンプレネール (en plein air)」のスタイルをポルトガルに紹介した。
1881年から1926年の間、ポルト美術アカデミー（Academia Portuense de Belas-Artes）に改名した母校の教授を務め、後に校長も務めた。ジョアン・マルケス・デ・オリベイラが教えた学生にはオーレリア・デ・ソウザ（1866-1922）やリノ・アントニオ（Lino António: 1898–1974）がいる。1882年に創刊された美術雑誌の「A Arte Portuguesa」にも寄稿した。
1880年から1887年の間に3度、リスボンの美術振興協会（Sociedade Promotora）の展覧会に出展し、3等や2等のメダルを受賞し、1890年代は「美術組合（Grémio Artístico）」の展覧会に出展した。2つの美術団体が統合されて設立された全国美術協会（Sociedade Nacional de Belas Artes）の1901年の第1回全国展に代表作の「野原の門（Portão no Campo）」を出展した。
1813年にポルトのソアレス・ドス・レイス国立美術館（Soares dos Reis National Museum）の館長に任じられた。
1927年にポルトで没した。

## 作品

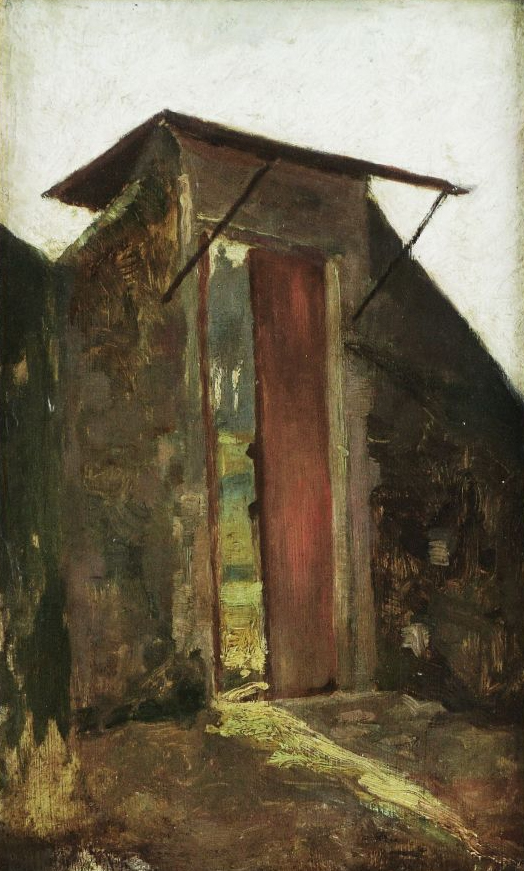
「野原の門（Portão no Campo）」(1901)、個人蔵
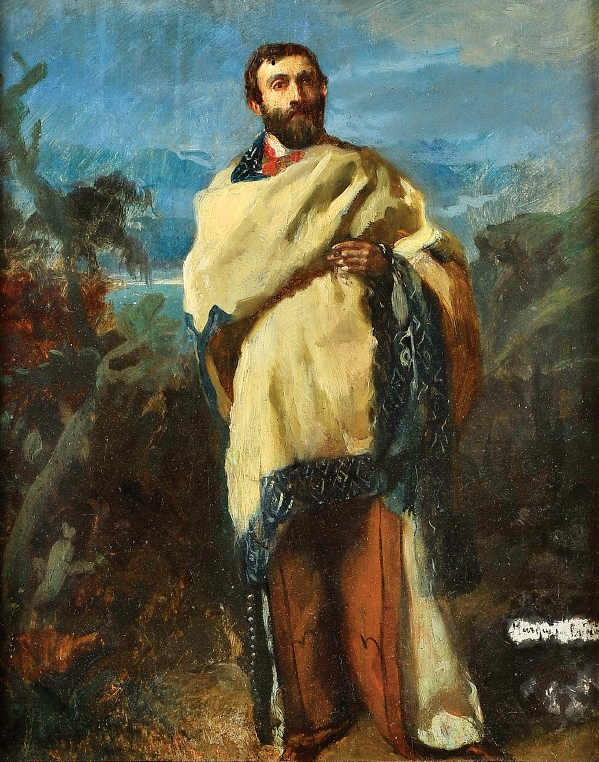
彫刻家アントニオ・ソアレス・ドス・レイスの肖像画 (1882)、個人蔵
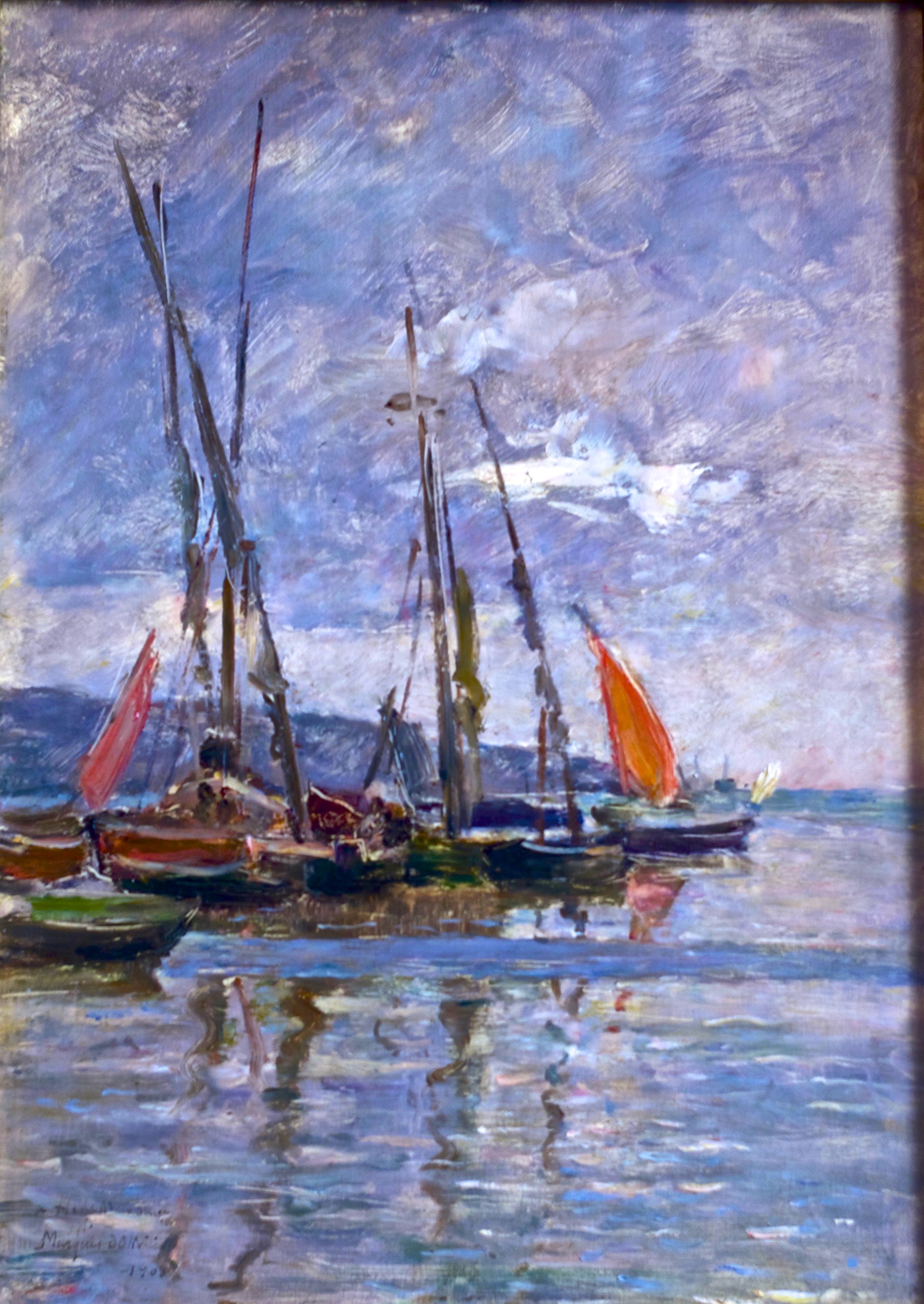
エスピーニョ近くの海の風景
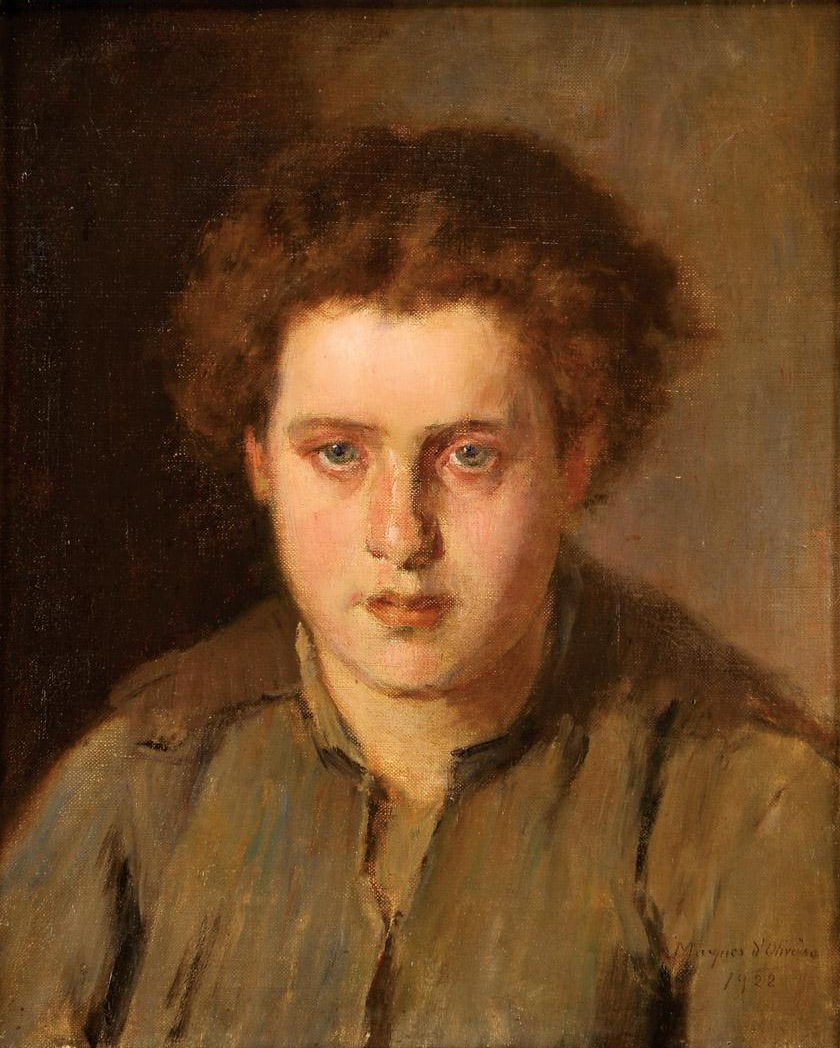
少年 (1922)、個人蔵

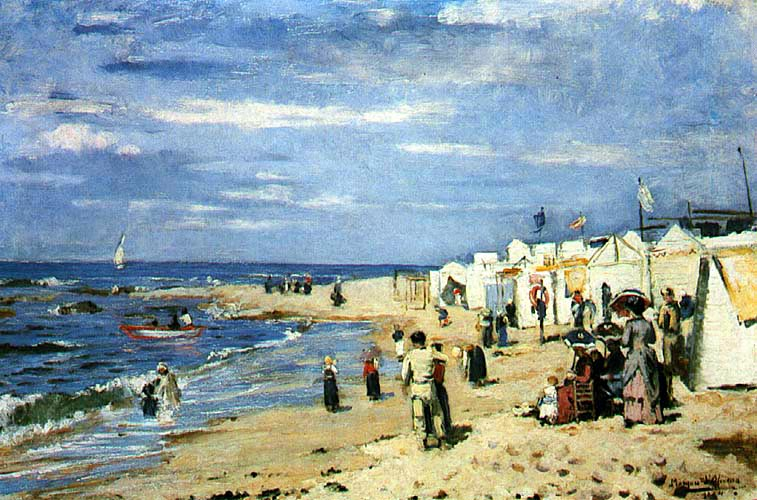
ポボア・デ・バルジンの海岸 (1884) シアード (リスボン)の近代美術館
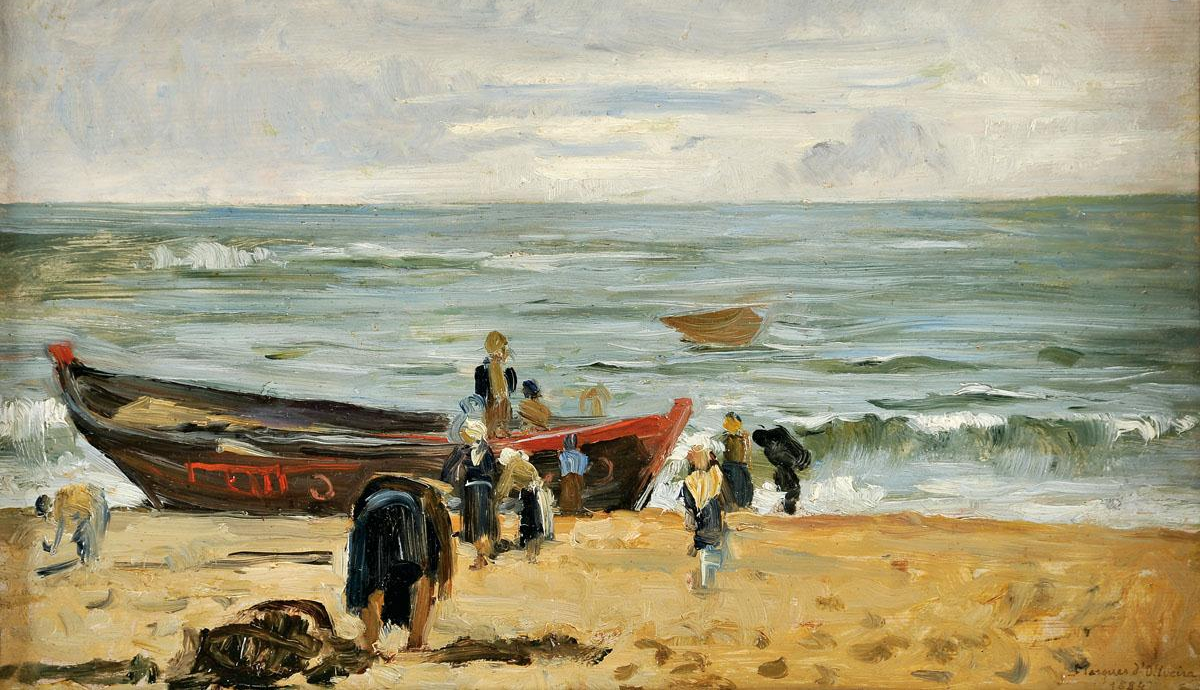
ポボア・デ・バルジンの海岸 (1884)、個人蔵
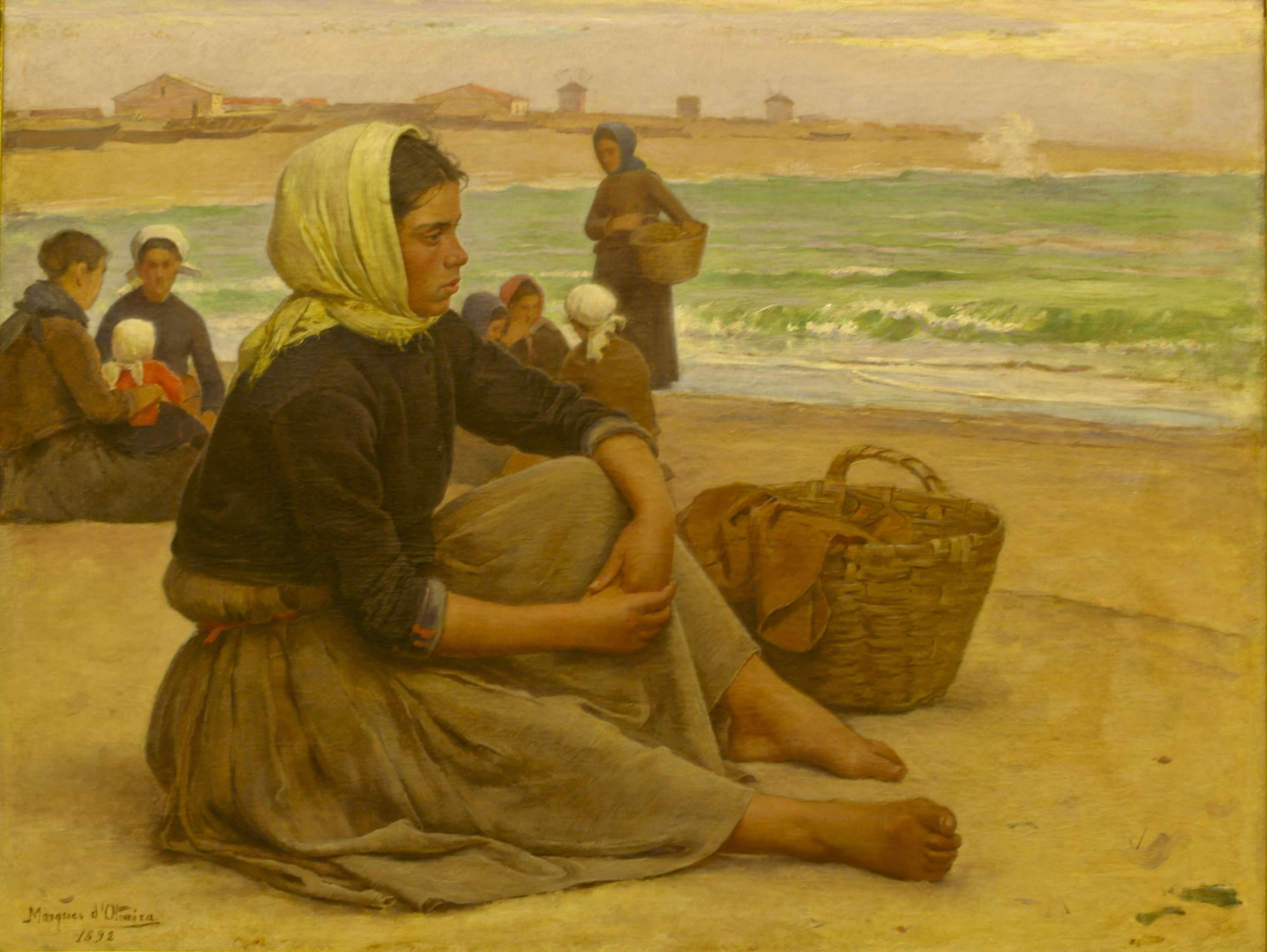
船を待つ人々 (1892) シアードの近代美術館